# Súng trường Arisaka Type 38
Súng trường Shiki 38 (tên tiếng Nhật của súng là: 三八式歩兵銃, phiên âm Sambachi-shiki hoheijū) là loại súng trường lên đạn từng viên của Nhật Bản. Đây là loại súng trường tiêu chuẩn của bộ binh Lục quân Nhật Bản trong một thời gian rất dài. Khoảng gần 40 năm (từ 1906 đến 1945). Súng này do nam tước Arisaka Nariakira cùng với thiếu tá Kijiro Nambu thiết kế từ năm 1903 đến năm 1905 thì hoàn thiện (năm thứ 38 Minh Trị).
Loại súng này thiết kế sử dụng loại đạn 6,5×50mm Arisaka. Loại đạn này khi bắn thì sinh ra lực giật rất yếu (để phù hợp với sức vóc và thể trạng chiến đấu của người da vàng châu Á). Khẩu Type 38 Arisaka dài khoảng 1280 mm (1,28 mét). Nếu gắn thêm lưỡi lê nữa thì nó dài thành 1600 mm (1,6 mét). Chính vì vậy, khi một lính Nhật có chiều cao khoảng 1m70 cầm nó thì nó lại được các chuyên gia vũ khí đánh giá là một ngọn thương hơn là một khẩu súng trường.
Lý do chính để quân đội Nhật Bản chuyển qua dùng khẩu Arisaka kiểu 99 là: súng trường Type 99 có chiều dài nòng ngắn hơn khẩu Type 38. Cùng với đó, khẩu Type 99 cũng sử dụng loại đạn mới là đạn 7.7x58mm Arisaka. Đạn 7.7x58mm Arisaka mạnh hơn nhiều so với đạn 6.5x50mm Arisaka của khẩu Type 38. Hơn nữa, mục tiêu chính của chính phủ Nhật Bản thời đó là sản xuất một loại súng trường tiêu chuẩn mới tốn ít nguyên liệu, thời gian, nhân lực, cũng như công nghệ sản xuất phải đơn giản hơn để ngành công nghiệp vũ khí của Nhật Bản còn có thêm điều kiện sản xuất thêm những thứ vũ khí khác.
Súng trường kỵ binh Shiki 38 có nòng súng ngắn hơn Shiki 38. Được sử dụng không chỉ bởi kỵ binh mà còn bởi các kỹ sư, các lực lượng quân nhu và cả các lực lượng binh lính dự bị của quân đội Hoàng gia Nhật Bản. Nó được giới thiệu cùng thời gian súng trường Shiki 38 được đưa vào sử dụng. Nó có nòng súng ngắn hơn, chỉ có 487 mm và chiều dài tổng thể là 966 mm cùng với trọng lượng 3,3 kg khi chưa nạp đạn.
Các biến thể carbine của súng trường Shiki 38 cũng là súng trường bộ binh nhưng tên Shiki 44. Nó có chiều dài nòng súng ngắn hơn (từ 597mm đến 794mm). Tất cả súng Shiki 44 đều có mang số kho và con dấu của Xưởng quân khí Tokyo, nơi đã sản xuất ra loại súng này.
Các mẫu biến thể khác được phát triển từ Shiki 38 là súng trường kỵ binh Shiki 44, súng ngắm Shiki 97.
Thời hậu chiến Shiki 38 được cả quân đội Hoa Kỳ và Hiệp hội súng trường quốc gia thử nghiệm lại và công nhận rằng đây là một trong những loại súng trường có thoi lên đạn hoạt động mạnh nhất trên thế giới và nòng súng có thể sử dụng được những loại đạn rất mạnh vốn tạo ra áp lực rất lớn bên trong nòng súng.

## Các nước sử dụng
- Đế quốc Nhật Bản Rất nhiều
- Liên Xô Số súng tịch thu từ Đạo quân Quan Đông Nhật Bản rất là nhiều và sử dụng  nòng súng mới để sử dụng loại đạn 7,62×39mm
- Ấn Độ thuộc Anh: Số lượng hạn chế và được quân đội Anh cấp.
- Trung Quốc: Số súng thu được từ Đế quốc Nhật Bản,Trung Quốc Quốc Dân Đảng và được Liên Xô cung cấp sau chiến tranh được gắn nòng súng mới để sử dụng loại đạn 7,62×39mm được Liên Xô viện trợ.
- Estonia: Sử dụng trong cuộc Chiến tranh giành độc lập cho Estonia, được thay nòng mới sử dụng loại đạn .303 British từ 1930 đến 1934 với 24.000 khẩu.
- Indonesia: Thu từ quân Nhật sau khi quân Nhật đầu hàng và quân đội Indonesia sử dụng trong cuộc chiến tranh giành độc lập cho Indonesia
- Hàn Quốc: Thu từ quân Nhật trong phong trào giành độc lập cho Triều Tiên.
- Mãn Châu Quốc: Kỵ binh của Quân đội Hoàng gia Mãn Châu Quốc đã nhận được 50.000 súng carbine Kiểu 38 vào năm 1935 trong khi bộ binh tiền tuyến được trang bị lại súng trường Kiểu 38 từ năm 1935 đến đầu những năm 1940.
- Liên minh các nước khu vực Mã Lai: Thu từ quân Nhật sau khi đầu hàng với số lượng hạn chế.
- Cộng hòa Dân chủ Nhân dân Triều Tiên: Thu từ quân Nhật trong Phong trào giành độc lập cho Triều Tiên.
- Philippines: Du kích Philippines sử dụng súng trường Arisaka Type 38 thu được. [44] Một số ít vẫn còn trong kho vũ khí của quân đội và cảnh sát được sử dụng hạn chế trong CAT, ROTC và các học viện quân sự.
  -  Quân đội nhân dân kháng Nhật: Sử dụng những khẩu súng trường chiếm được từ thời chiếm đóng của Nhật Bản và tiếp tục sử dụng chúng với số lượng hạn chế trong giai đoạn đầu của Cuộc nổi dậy Hukbalahap.
- Trung Hoa dân quốc: Số súng thu được được thử nghiệm và thay nòng để sử dụng loại đạn 7,92×57mm Mauser mạnh hơn.
- Đế quốc Nga: Mua 728,000 khẩu trong Thế chiến 1
- Thái Lan: Số lượng hạn chế
- Hồng Kông Tịch thu từ trong tay quân Nhật trong Chiến tranh thế giới thứ hai
- Liên hiệp Vương quốc Anh: Mua từ Nhật
- Đế quốc Áo-Hung: Tịch thu từ Đế quốc Nga trong Thế chiến 1
- Phần Lan: Lấy những khẩu súng trường đã qua sử dụng trong các kho quân sự cũ của Đế quốc Nga.
- Đệ Nhị Cộng hòa Ba Lan: Các kho súng trường Arisaka Type 30 (c.1897AD), Type 35 (c.1902AD) và Type 38 (c.1905AD) và súng trường carbine của Nga cũ. Súng trường Arisaka Kiểu 38 được phân loại là karabin japoński wz.05 Arisaka và Súng Carbine Arisaka Kiểu 38 là karabinek japoński wz.05 Arisaka . Chúng được cấp cho cảnh sát, bộ đội biên phòng và các đơn vị dân quân bán quân sự.
- Ba Lan: Lấy những khẩu súng trường đã qua sử dụng trong các kho quân sự cũ của Đế quốc Nga, đổi tên là karabin japónski

wz.05 Arisaka
- Mexico: Mua từ Nhật, sửa đổi quốc huy và chuyển sang dùng loại đạn 7×57mm Mauser tiêu chuẩn
- Lào: Tịch thu từ Nhật sau Thế chiến 2
- Việt Nam Dân chủ Cộng hòa: Tịch thu từ Đế quốc Nhật Bản trước sau Thế chiến 2 trong kho súng của Đế quốc Nhật Bản và nhiều những số khác các quân đội Đế quốc Nhật Bản đầu quân cho Việt Minh và những lô súng của Đế quốc Nhật Bản do ta sao chép và chế tạo ra súng mới rất nhiều và được gắn nòng súng mới để sử dụng loại đạn 7,62×39mm được Liên Xô viện trợ rất là nhiều.

- Daugherty III, Leo J. Fighting Techniques of a Japanese Infantryman 1941–1945: Training, Techniques and Weapons. Staplehurst: Spellmount 2002. ISBN 1-86227-162-3.
- Hatcher, Julian S. General. Hatcher's Notebook. (1966) The Stackpole Company, Harrisburg, PA.